# Gaborone
Gaborone (inglese britannico: [ˌɡæbəˈroʊni], inglese americano: [ˌɡɑːbəˈroʊni], tswana: [χabʊˈrʊnɛ]) è la capitale del Botswana. Ha una popolazione di 231 626 abitanti (censimento 2011), circa il 10% della popolazione totale del Botswana, mentre la sua agglomerazione ospita 421 907 abitanti al censimento del 2011. Quasi la metà dei cittadini del Botswana vive entro 100 chilometri da Gaborone. Il tasso di crescita della popolazione di Gaborone è del 3,4%, il più alto del paese.
Si trova tra le colline di Kgale e Oodi, vicino alla confluenza del fiume Notwane nel fiume Seshane nell'angolo sud-orientale del Botswana, e a 15 km dal confine sudafricano. La città è servita dall'Aeroporto Internazionale Sir Seretse Khama. È un distretto amministrativo a sé stante, ma è la capitale del distretto sud-orientale circostante. La gente del posto spesso si riferisce alla città come Gabs.
Prende il nome dal capo Gaborone della tribù Tlokwa, che un tempo controllava la terra nelle vicinanze. Poiché non aveva alcuna affiliazione tribale ed era vicino all'acqua dolce, la città era stata progettata per essere la capitale a metà degli anni '60, quando il protettorato del Bechuanaland divenne una nazione indipendente.
Il centro della città è una lunga striscia di attività commerciali, chiamata "Main Mall" con un'area a forma di semicerchio di uffici governativi a est. Gaborone è una delle città in più rapida crescita al mondo, e questo ha creato problemi con l'edilizia abitativa e gli insediamenti illegali. Nel corso degli anni '80, la città si è anche occupata di scontrarsi dei conflitti che si riversano nel paese dal paese e dal Sudafrica.
È la capitale economica, oltreché sede del governo, di numerose società e della Borsa di Botswana. È anche sede della Southern African Development Community (SADC), una comunità economica regionale fondata nel 1980.
Si parlano la Setswana (Tswana), l'inglese, il Kalanga ed il Kgalagadi.

## Storia
Ci sono stati vari insediamenti lungo il fiume Notwane nel corso dei secoli. Nell'epoca storica più recente i Tlokwa lasciarono le catene del Magaliesberg per stabilirsi nella zona intorno al 1880, e chiamarono l'insediamento Moshaweng.
La parola "Gaborone" significa letteralmente "non si adatta male" o "non è sconveniente". La città fu poi chiamata "Gaberones" dai primi coloni europei. Gaberones, un accorciamento di "Gaborone's Village", prese il nome dal capo Gaborone dei Tlokwa, secondo l'usanza di indicare le capitali tribali africane con il nome del capo tribù, il cui villaggio, oggi chiamato Tlokweng, era sull'altra sponda del fiume rispetto al quartier generale del governo coloniale. Nel 1890, Cecil John Rhodes scelse Gaberones per ospitare un fortino coloniale. Il forte fu il luogo in cui Rhodes pianificò il Jameson Raid. La città cambiò il suo nome da Gaberones a Gaborone nel 1969.
La città moderna è stata fondata solo nel 1964, dopo la decisione di stabilire una capitale per il Botswana, che divenne un territorio autogovernato nel 1965, prima di diventare una repubblica indipendente nel settembre 1966.
Gaborone prese il posto di Mafeking come capitale del Protettorato del Bechuanaland nel 1965. Mafeking (oggi Mafikeng) era al di fuori del Protettorato del Bechuanaland, nella Provincia del Nordovest del Sudafrica, una strana sistemazione che risaliva all'inizio del periodo coloniale. Quando il protettorato divenne indipendente col nome di Botswana, necessitava di una capitale all'interno del suo territorio; inizialmente si era pensato che Lobatse potesse fungere da capitale, ma venne deciso che sarebbe stata troppo limitata. Allo scopo invece, sarebbe stata costruita una nuova città capitale, adiacente a Gaberones, allora un piccolo insediamento amministrativo coloniale.
La città è stata scelta per la sua vicinanza a una fonte di acqua dolce, alla ferrovia per Pretoria, per la sua posizione centrale tra le tribù locali, e perché non apparteneva a una delle popolazioni circostanti. La vecchia Gaberones divenne un sobborgo della nuova Gaborone, ed è oggi nota come "il Villaggio". Il termine "Gabs" è sopravvissuto come abbreviazione di Gaborone ed è talvolta usato colloquialmente.
La città è stata progettata secondo gli schemi delle città giardino, con numerose passerelle pedonali e spazi aperti. La costruzione di Gaborone iniziò a metà del 1964. Durante la costruzione della città, il presidente della Gaberones Township Authority, Geoffrey Cornish, ha paragonato la disposizione della città ad un "bicchiere di brandy" con gli uffici governativi alla base del bicchiere e le imprese nel "centro commerciale", una striscia di terra che si estende dalla base. Il 30 settembre 1966, il Bechuanaland divenne l'undicesima dipendenza britannica in Africa a diventare indipendente. Il primo sindaco di Gaborone fu il reverendo Derek Jones.
La maggior parte della città è stata costruita in tre anni, come una piccola città progettata per ospitare 20.000 persone, per poi svilupparsi - dopo l'indipendenza - in una città moderna. Gli edifici nei primi anni di Gaborone includono industrie di assemblaggio, uffici governativi, una centrale elettrica, un ospedale, scuole, una stazione radio, una centrale telefonica, stazioni di polizia, un ufficio postale e più di 1.000 case. Dato che la città fu costruita così rapidamente ci fu un massiccio afflusso di lavoratori che costruirono quartieri illegali nella zona di sviluppo industriale, a sud della nuova città. Questi insediamenti sono stati chiamati Naledi, termine che significa letteralmente "la stella", ma può anche voler dire "sotto il cielo aperto" o "una comunità che si distingue da tutti gli altri".
Nel 1971, a causa della crescita degli insediamenti illegali, il Consiglio comunale del Gaborone e il Ministero delle amministrazioni e delle terre locali esaminarono un'area chiamata Bontleng, che ospitava abitazioni a basso reddito. Tuttavia Naledi crebbe ancora, e la domanda di alloggi fu più grande che mai. Nel 1973, la Botswana Housing Corporation (BHC) costruì una "New Naledi" dall'altra parte della strada rispetto alla "Old Naledi". I residenti della vecchia Naledi sarebbero stati trasferiti a New Naledi. Tuttavia, la domanda di alloggi è aumentata ancora; inoltre, i residenti che si trasferirono a New Naledi non furono contenti delle nuove case. Il problema fu risolto nel 1975 quando Sir Seretse Khama, presidente del Botswana, riorganizzò Naledi, trasformandola da zona industriale ad area abitativa per famiglie a basso reddito.
Dopo le elezioni generali del 1994 a Gaborone scoppiarono delle rivolte, a causa dell'elevata disoccupazione e di altre questioni. Oggi Gaborone sta crescendo molto rapidamente. Nel 1964, Gaborone aveva solo 3.855 residenti; sette anni dopo, la città ne aveva quasi 18.000. La città originariamente aveva pianificato 20.000 cittadini, ma nel 1992 aveva 138.000 abitanti. Questo ha portato a molti insediamenti abusivi su terreni non sviluppati. L'ex sindaco Veronica Lesole ha dichiarato che i problemi di sviluppo di Gaborone sono stati causati dagli errori degli urbanisti che l'hanno progettata.

## Religioni
I luoghi di culto sono prevalentemente cristiani: Chiesa evangelica luterana in Botswana (Federazione Luterana Mondiale), Assemblee di Dio, Chiesa Internazionale di Santità Pentecostale, Ambasciata di Cristo e la Diocesi Cattolica Romana di Gaborone (Chiesa cattolica).

## Geografia fisica
Gaborone si trova a 24°38'47"S e 25°54'44"E, ed è situata tra Kgale e Oodi Hills, sulle sponde del fiume Notwane, nell'angolo sud-est del Botswana a 15 chilometri dal confine con il Sudafrica, ad un'altezza di 1,010 metri sul livello del mare.
La periferia di Gaborone include Broadhurst, Gaborone West, The Village, Naledi, e New Canada. Il benestante sobborgo di Phakalane, si trova 25 km a nord dei confini cittadini.
È circondata dalle seguenti città: Ramotswa a sud-est, Mogoditshane a nord-est, Mochudi ad est e Tlokweng dall'altra parte del fiume; queste sono, prevalentemente, città dove risiedono lavoratori pendolari.

## Clima
Gaborone ha un clima caldo semi-arido, e la maggior parte dell'anno, è molto soleggiato. Le estati sono solitamente calde. Le notti sono fresche. Le temperature più calde sono di solito nel mese di ottobre, proprio prima che inizi la pioggia.
Ci sono in media settantaquattro giorni all'anno con temperature superiori a 32 gradi centigradi, 196 giorni all'anno con temperature superiori a 26 gradi centigradi, 51 giorni all'anno con temperature al di sotto dei 7 gradi centigradi.
Il picco medio del punto di rugiada si raggiunge intorno a gennaio e febbraio, a 16 gradi centigradi, e raggiunge i livelli più bassi nel mese di luglio, con 2 gradi centigradi. Il punto medio di rugiada in un dato anno è di 10 gradi centigradi.
Le precipitazioni a Gaborone sono scarse e irregolari. La maggior parte delle precipitazioni nel Gaborone cade durante i mesi estivi, tra ottobre e aprile. Ci sono in media quaranta giorni di temporali all'anno, la maggior parte dei quali si verificano durante i mesi estivi, e quattro giorni di nebbia, di solito accadendo durante i mesi invernali.
Gaborone è stata colpita da tre inondazioni, nel 2000, nel 2001, e nel 2006.
L'umidità più alta si verifica nel mese di giugno al 90%, mentre l'umidità più bassa è nel mese di settembre al 28%.
L'irradiazione solare va da 4,1 kWh/m2/giorno di giugno a 7,3 kWh/m2/giorno di dicembre.
È più ventoso da settembre a novembre a 14 chilometri all'ora (8,7 mph), ed è più calmo da maggio ad agosto a 8 chilometri all'ora (5,0 mph). La velocità media del vento in un dato anno è di 12 chilometri all'ora (7,5 mph).

## Economia
Gaborone è il centro economico nazionale. Importanti istituzioni finanziarie come Bank of Botswana, Bank Gaborone, BancABC, e il Botswana Stock Exchange hanno sede nel centro cittadino, così come i vari quartier generale di aziende come Air Botswana, Consumer Watchdog, Botswana Telecommunications Corporation (BTC) e Debswana, azienda attiva nel settore minerario e di estrazione dei diamanti, la cui proprietà è suddivisa tra il governo del Botswana e la De Beers. L'espansione industriale è stata guidata dalle vicine miniere di manganese e amianto.
Numerose società internazionali hanno investito in città: Hyundai, IBM, Daewoo, Owens-Corning, Siemens. Orapa House, di proprietà della Debswana, è il luogo dove i diamanti, estratti dalla stessa società, sono ordinati e valutati. La Southern African Development Community (SADC) ha stabilito la sua sede a Gaborone; l'organizzazione venne costituita nel 1980 per aumentare la cooperazione economica tra i suoi membri e ridurre la dipendenza dal Sudafrica. Gaborone è anche la sede dell'Università del Botswana.
Nel centro della città si trova il centro commerciale, il centro finanziario e turistico di Gaborone. Il centro commerciale ospita numerose banche e centri commerciali. All'estremità orientale del centro commerciale, si può trovare il Centro Civico insieme all'Arco di Pula che commemora l'indipendenza del Botswana. La Borsa di Botswana, il Museo Nazionale e la Galleria d'Arte e il campus principale dell'Università del Botswana si trovano anche vicino al centro commerciale. A ovest del centro commerciale si trova l'enclave del governo. In questa zona ci sono gli edifici governativi, l'Assemblea Nazionale del Botswana e gli Archivi Nazionali.
Orapa House, di proprietà di Debswana, è il luogo dove i diamanti estratti da Debswana sono ordinati e valorizzati. Ha uno stile di architettura unico che permette la quantità ottimale di luce solare indiretta per brillare attraverso le finestre al fine di ordinare con precisione i diamanti.
Un Diamond Technology Park è stato recentemente aperto, questo è come parte della visione del governo del Botswana per la creazione di un'industria dei diamanti a valle. Le aziende che si occupano di diamanti hanno stabilito le loro attività locali nel parco.
La Conferenza sulle risorse del Botswana si tiene ogni anno presso il Centro internazionale per conferenze Gaborone.
Gran parte del cibo per Gaborone proviene dal nord della città, con alcune fattorie su scala più piccola all'estremità meridionale.
Il tasso di disoccupazione a Gaborone è dell'11,7% a partire dal 2008.

## Sanità
La Croce Rossa del Botswana, fondata nel 1968, ha sede a Gaborone. Il Princess Marina Hospital è il principale ospedale di riferimento di Gaborone e attualmente ospita 500 posti letto. L'Associazione cancro del Botswana è un'organizzazione non governativa volontaria istituita come trust nel 1998. L'associazione è un fornitore leader di servizi nell'integrazione dei servizi esistenti attraverso la fornitura di programmi di prevenzione del cancro e di promozione della salute, e si occupa di facilitare l'accesso ai servizi sanitari per i pazienti oncologici e offre supporto e consulenza a coloro che ne hanno bisogno.

## Infrastrutture e trasporti

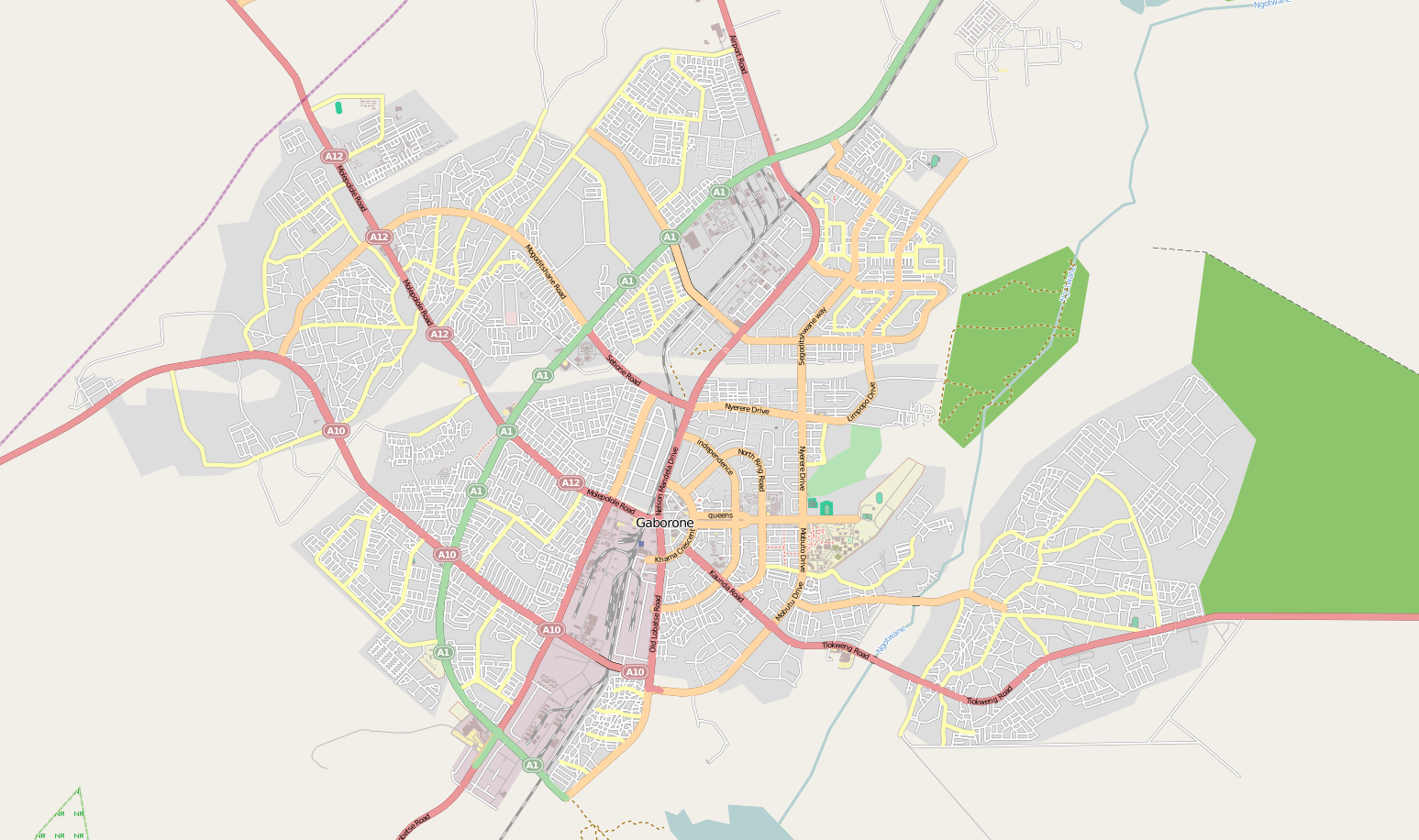
Mappa stradale di Gaborone

La città è servita dall'Aeroporto Internazionale Sir Seretse Khama, che si trova 15 chilometri a nord della città. Dal 2018 ha voli per Città del Capo, Johannesburg, Durban, Addis Abeba e varie destinazioni nazionali. È la sede di Air Botswana, la compagnia aerea di bandiera del Botswana. Nel 2008, l'Aeroporto Internazionale Sir Seretse Khama ha gestito 15.844 movimenti aerei. Il traffico aereo a Gaborone è diminuito dal 2006. Tuttavia, Gaborone ha il maggior traffico di passeggeri aerei, rappresentando il 51,6% di tutti i movimenti passeggeri in Botswana. Il terminal dell'aeroporto internazionale di Gaborone è stato ricostruito nel 2010.
La Botswana Railways gestisce una linea che va da Città del Capo ad Harare via Bulawayo. La stazione ferroviaria di Gaborone si trova a sud della Parliament House nel centro della città. La linea si ferma nelle seguenti città del Botswana e nei pressi di Ramatlabama: Ramatlabama al confine con il Sudafrica, Lobatse, Gaborone, Palapye, Serule, Francistown, Ramokgwebana e Plumtree. La linea divenne una linea cargo solo il 1º aprile 2009, ma i servizi passeggeri ripresero all'inizio del 2016.
Autostrade dentro e intorno a Gaborone includono la Trans-Kalahari Highway, A1 Highway, e la Cairo-Cape Town Highway. Ci sono cinque strade principali in Gaborone che vanno a Lobatse, Kanye, Molepolole, Francistown via Mochudi, e Tlokweng.
Il trasporto pubblico in città è generalmente affidabile, rispetto alle principali città africane. Vi sono Kombis (piccoli furgoni) e taxi. Gli autobus servono villaggi circostanti e altre città del Botswana.
Gaborone rappresenta il 46,5% del totale dei veicoli privati del Botswana.

## Parchi ed infrastrutture del verde
La diga di Gaborone si trova a sud del Gaborone lungo la strada Gaborone-Lobatse, e fornisce acqua sia per Gaborone che per Lobatse.
Sta anche iniziando ad essere commercializzato come area ricreativa. L'estremità settentrionale del serbatoio è prevista per diventare un luogo di intrattenimento chiamato The Waterfront. C'è uno yacht club, chiamato Gaborone Yacht Club, anche sul lato nord del lago. L'estremità meridionale ospita il Kalahari Fishing Club e una nuova struttura pubblica chiamata City Scapes. City Scapes contiene parchi, parchi giochi e strutture per la nautica. La diga è popolare tra i birdwatcher, i windsurfisti e i pescatori. Tuttavia, non c'è nuoto a causa della presenza di coccodrilli e bilharzias parassiti.
Il Gaborone Game Reserve è un parco di 600 ettari (1.500 acri) a est della città su Limpopo Drive. La riserva è stata costruita nel 1988 ed è ora la terza più trafficata del Botswana. Nel parco CI sono impala, kudu, struzzi, gnu, zebre, gemsbok, bushbuck, springbok, duiker, eland comune e facoceri comuni. Il parco è una destinazione per il birdwatching. Gli uccelli nella sezione paludosa del parco includono aquile di serpente, boubou, gallinuole, martin pescatori e calabroni.
Parco giochi della comunità Somarelang Tikologo
Il kgale Hill si trova a poche centinaia di metri dalla città. La collina è soprannominata il Gigante Addormentato ed è di 1.287 metri. Ci sono tre diversi percorsi per raggiungere la cima, di solito prendendo due ore.
La Riserva Naturale di Mokolodi è una riserva di 30 chilometri quadrati creata nel 1994. Si trova 12 chilometri a sud del Gaborone. Nel parco si trovano molte specie diverse di animali come facoceri comuni, steenbok, kudu, zebre, giraffe, eland comuni, struzzi, ippopotami e rinoceronti. Il parco aiuta con progetti di fauna selvatica in Botswana che includono: la reintroduzione del rinoceronte bianco e il trasferimento di ghepardi "problematici". Mokolodi possiede anche il Centro Educativo, che insegna ai bambini i progetti di conservazione.
Somarelang Tikologo (Environment Watch Botswana) è una ONG ambientale con sede a membri ospitata all'interno di un parco ecologico nel cuore del Gaborone. L'obiettivo dell'organizzazione è promuovere una protezione ambientale sostenibile educando, dimostrando e incoraggiando le migliori pratiche nella pianificazione ambientale, nella conservazione delle risorse e nella gestione dei rifiuti in Botswana. Il parco è stato inaugurato ufficialmente dal Ministro dell'Ambiente, della Fauna selvatica e del Turismo del Botswana, Onkokame kitso Mokaila il 27 febbraio 2009. Il parco contiene un parco giochi per i bambini su cui giocare per tutto il giorno, un giardino biologico comunitario, un centro di riconsegna del riciclaggio e un negozio dove i visitatori possono acquistare prodotti realizzati con materiale riciclato.

## Istruzione
Il 70,9% della popolazione di Gaborone ha ottenuto almeno un'istruzione di livello secondario, mentre il 2,6% della popolazione di Gaborone non ha mai frequentato la scuola.
Gaborone ha molte scuole primarie e secondarie, sia pubbliche che private. Questi includono la Westwood International School, la Maru-a-Pula School, il St. Joseph's College, Kgale, la Legae Academy, la Northside Primary School, la Thornhill Primary School e la Hillcrest International School. Diciassette delle sessanta scuole private in Botswana si trovano a Gaborone.
Administration Building, Università del Botswana
Il campus principale dell'Università del Botswana (che è stata fondata nel 1982) si trova nella parte orientale della città.
Inoltre ci sono altre università o istituti di istruzione superiore che si rivolgono a studi e istruzioni specializzati: Limkokwing University of Creative Technology (che ha anche un campus a Gaborone); il Botswana Accountancy College (che si rivolge sia agli studenti di contabilità che a quelli IT); Collegio Tecnico Gaborone; Boitekanelo College; Botho University (che offre corsi che vanno dall'informatica, contabilità e finanza, business, ingegneria e gestione delle informazioni sanitarie); e l'Università del Botswana dell'Agricoltura e delle Risorse Naturali, situata a circa 15 chilometri dal centro della città. 
Inoltre, nel 2006, il Gaborone Universal College of Law, ha aperto il suo campus principale a Gaborone, con il suo primo gruppo di studenti laureati nel 2010.

## Vita culturale
Il National Museum and Art Gallery si trova a nord-ovest del Mall lungo Independence Road. Il museo è stato inaugurato nel 1968. Sono esposte opere di artigianato tradizionale ed opere d'arte di artisti locali. Il museo ospita dipinti originali di Thomas Baines e Lucas Sithole. Le mostre includono Artisti in Botswana, Concorso d'Arte per bambini e Thapong International. All'esterno del museo, ci sono varie forme di trasporto come carri, slitte e bakkies (pickup camion). C'è anche una mostra sulla San, i primi abitanti dell'Africa meridionale. Il museo ha aperto un giardino botanico di 3,6 ettari il 2 novembre 2007. Il giardino è stato costruito per proteggere la vita vegetale indigena del Botswana, e il 90% delle sue specie vegetali totali sono piante autoctone del Botswana.
L'introduzione del ministero dello sport giovanile e della cultura ha immensamente contribuito alla crescita delle arti e della cultura, con pochi elementi di cultura utilizzati per creare una vita per i giovani, il ministero acquista gli ornamenti e i manufatti progettati localmente.
Il Maitisong Festival è stato avviato nel 1987 e si svolge ogni anno per sette giorni l'ultima settimana di marzo o la prima settimana di aprile. Il festival ospita concerti all'aperto, spettacoli teatrali e film in vari luoghi della città.
"My African Dream" è un concorso di arti performative che si tiene ogni anno presso il Gaborone International Convention Center. Lo spettacolo presenta molti ballerini e musicisti kwaito.
La serie di libri The No.1 Ladies' Detective Agency, scritta dallo scrittore scozzese Alexander McCall Smith, è ambientata a Gaborone. I libri seguono Precious Ramotswe, la prima detective privata donna in Botswana, e i misteri che lei risolve.

## Media
I giornali pubblicati sono il Mmegi, The Botswana Gazette e The Voice.
La stazione radio Yarona FM trasmette da Gaborone; la sua frequenza in Gaborone è 106.6 FM. Un'altra piccola stazione radio locale a Gaborone è Gabz FM. Prima del 2000, i residenti di Gaborone hanno ricevuto programmi televisivi dalla BOP TV di Mahikeng tramite un trasmettitore ripetuto sulla cima di Kgale Hill. Oggi, la Gaborone Broadcasting Company e il Botswana TV forniscono programmi televisivi per Gaborone. Il 78,7% delle famiglie di Gaborone dispone di una televisione funzionante.
Il 93,7% delle famiglie di Gaborone ha un cellulare.

## Sport
Ci sono diversi stadi di calcio (SSKB Stadium, Mochudi Stadium, e Botswana National Stadium) situati dentro e intorno al Gaborone, che ospitano squadre di calcio: Botswana Defence Force XI, Gaborone United, Police XI, Township Rollers e Uniao Flamengo Santos FC, che ha sede nella vicina Gabane; tutti giocano nella Botswana Premier League.
La squadra nazionale di calcio del Botswana gioca nello Stadio Nazionale, ma non si è mai qualificata per la Coppa del Mondo FIFA, anche se si è qualificata per la Coppa d'Africa, tenutasi in Gabon nel gennaio 2012.
La Botswana Cricket Association, l'organo che governa il cricket in Botswana, ha sede a Gaborone.
La Maratona Steinmetz Gaborone, la seconda maratona in Botswana, si è svolta per la prima volta il 18 aprile 2010. Il percorso è iniziato presso la Phakalane Golf Estate a Phakalane, a nord della città, e ha attraversato Gaborone, passando per il National Assembly Building. La maratona, che è stata cancellata nel 2011, si è tenuta ogni anno a partire dal 2012.

## Strutture di governo
Gaborone è governata dal Consiglio Comunale.
Gaborone è il centro politico del Botswana. La maggior parte degli edifici governativi si trovano ad ovest del centro commerciale principale in una zona chiamata Enclave governativa. L'Assemblea Nazionale del Botswana, il Ntlo ya Dikgosi, gli Archivi Nazionali, il Dipartimento delle tasse e del Procuratore Generale Chambers Building, e il Ministero della Salute.
Vicino all'ingresso dell'edificio del parlamento, c'è una statua di Sir Seretse Khama, primo presidente del Botswana e un memoriale dedicato ai trecento Batswana uccisi dal 1939 al 1945.

## Località
- Babusi (Extension 14)
- Block 10
- Block 10 (Extension 47)
- Block 3 (Extension 32)
- Block 6 (Extension 39)
- Block 6 (Extension 40)
- Block 6 (Extension 41)
- Block 6 (Extension 42)
- Block 7 (Extension 48)
- Block 8 (Extension 35)
- Block 8 (Extension 36)
- Block 8 (Extension 37)
- Block 8 (Extension 38)
- Bontleng (Extension 8)
- Broadhurst (Extension 16)
- Broadhurst (Extension 17)
- Broadhurst (Extension 18)
- Broadhurst (Extension 19)
- Broadhurst (Extension 25)
- Broadhurst (Extension 26)
- Broadhurst (Gabs North Ext 2)
- Broadhurst Industrial
- Broadhust Industrial (Ext 20)
- Content Farm
- Extension 1 (Mmaraka)
- Extension 10 Boitshoko
- Extension 12 Mephato
- Extension 15 Village
- Extension 18 Broadhurst
- Extension 19 Broadhurst
- Extension 2 Borakanelo
- Extension 23 Maruapula
- Extension 24 Maruapula
- Extension 3 Village
- Extension 39 Maruapula
- Extension 4 Dilalelo
- Extension 46
- Extension 5 Botswelelo
- Extension 6 Madirelo
- Extension 7 Sekgwa
- Extension 72
- Extension 9 Phologolo
- Extentension 51
- Foreign Missions
- Gaborone Dam Area
- Gaborone North
- Gaborone West Block 5 Ext 43
- Gaborone West Block 9 Ext 25
- Gaborone West Block 9 Ext 28
- Gaborone West Extension 10
- Gaborone West Extension 14
- Gaborone West Extension 15
- Gaborone West Extension 16
- Gaborone West Extension 17
- Gaborone West Extension 18
- Gaborone West Extension 19
- Gaborone West Extension 2
- Gaborone West Extension 21
- Gaborone West Extension 23
- Gaborone West Extension 24
- Gaborone West Extension 29
- Gaborone West Extension 3
- Gaborone West Extension 30
- Gaborone West Extension 31
- Gaborone West Extension 33
- Gaborone West Extension 4
- Gaborone West Extension 5
- Gaborone West Extension 6
- Gaborone West Extension 7
- Gaborone West Extension 9
- Gaborone West Phase 2 Ext 11
- Gaborone West Phase 2 Ext 8
- Gaborone West Phase 4 Ext 20
- Gaborone West Phase 4 Ext 26
- Gaborone West Phase 4 Ext 27
- Gaborone West Phase4 Extn 22
- Ginja (Extension 21)
- Ginja (Extension 22)
- Ginja (Extension 29)
- Glen Valley
- Kgale View
- Ledumang
- Ledumang
- Ledumang (Extension 48)
- Madibeng (Extension 11)
- Madirelo (Extension 6)
- Maruapula (Extension 23)
- Maruapula (Extension 24)
- Maruapula (Extension 39)
- Mellinium Park
- Mephato (Extension 12)
- New Naledi (Extension 91)
- Old Naledi (Extension 13)
- Partial (Extension 28)
- Phakalane (Extension 97)
- Phiring
- Phiring (Extension 34)
- Phiring (Extension 43)
- Phokoje (Extension 45)
- Sebele (Extension 95)
- Segoditshane (Extension 90)
- Sekgwa (Extension 7)
- Selemela (Extension 1)
- Tapologo Estate (Ext 40)
- Taung (Extension 46)
- Tawana (Extention 33)
- Tsholofelo (Extension 31)
- Tsholofelo (Extension 32)
- Tsholofelo (Extension 41)
- Tshweneng (Extension 37)
- Tshwenyana (Extension 38)
- Tshwenyana (Extension 44)
- Tshwenyana (Extension 47)
- Tshwenyana (Extension 51)
- Tshwenyana (Extension 54)
- Village B.D.F Camp
- Village Extension 15